# Pirata seminolus
Pirata seminolus Gertsch & Wallace, 1935 è un ragno appartenente alla famiglia Lycosidae.

## Etimologia
Il nome della specie è in onore della tribù indiana dei Seminole, che vive in Florida, zona di rinvenimento degli esemplari; la concordanza con il nome del genere dagli autori è stata sempre al femminile, in quanto Pirata è sempre stato considerato di genere femminile. In realtà il genere è maschile e per questo il nome della specie termina in -us.

## Caratteristiche
L'olotipo maschile rinvenuto ha il cefalotorace lungo 1,87mm, e largo 1,32mm.
L'allotipo femminile rinvenuto ha il cefalotorace lungo 1,87mm, e largo 1,27mm.

## Distribuzione
La specie è stata reperita negli USA:
1. Arkansas: Contea di Bradley, Contea di Conway e Contea di Washington.
2. Florida: Contea di Alachua, Contea di Hernando, Contea di Highlands e Contea di Jackson.
3. Louisiana: Hamburg, cittadina della Parrocchia di Avoyelles.
4. New Jersey: Contea di Burlington.
5. Michigan: Contea di Kalamazoo.
6. Missouri: Contea di Newton e Contea di Dent.
7. Texas: Contea di Henderson e Contea di Travis.

## Tassonomia
La specie appartiene al nanatus group nell'ambito del genere Pirata insieme con P. apalacheus, P. nanatus, P. allapahae e P. welakae.
Al 2017 non sono note sottospecie e dal 1993 non sono stati esaminati nuovi esemplari.